# Monumento a Margherita Hack
Il monumento a Margherita Hack (intitolato anche Sguardo fisico) è una scultura in bronzo posta a Milano in largo Richini ed eretta nel 2022 a memoria della celebre astrofisica e accademica.

## Descrizione
Il 13 giugno 2022, in occasione del centesimo anniversario dalla nascita, è stata inaugurata a Milano la statua dedicata a Margherita Hack nei giardini di fronte alla Ca' Granda, sede centrale dell'Università degli Studi di Milano.
È indicato come il primo monumento in Italia dedicato a una scienziata su suolo pubblico.